# 劳斯多夫 (石勒苏益格-荷尔斯泰因州)
劳斯多夫（德語：Rausdorf）是德国石勒苏益格－荷尔斯泰因州的一个市镇。总面积4.87平方公里，总人口228人，其中男性115人，女性113人（2011年12月31日），人口密度47人/平方公里。